# DEST
DEST（デスト）（Deutsche Erd- und Steinwerke GmbH、ドイッチェ・エルト・ウント・シュタインヴェルケ・ゲーエムベーハー、「ドイツ土石製造有限会社」）は、国家社会主義ドイツ労働者党（ナチ党）の組織である親衛隊(SS)が経営していた有限会社(GmbH)である。

## 社史
1938年4月に親衛隊全国指導者ハインリヒ・ヒムラーにより創設された有限会社(GmbH)。ドイツの有限会社はドイツで一般的に見られる企業形態であり、日本の株式会社とほぼ同じ物である。ヒムラー以下親衛隊幹部たちが株主に名前を連ねている。DESTの定款には主要業務として「1．採石場開発と天然石採石、2．煉瓦製造、3．道路建設」を定めている。DESTの直接的経営は親衛隊の経済部門の責任者であるオズヴァルト・ポールによって行われた。そして酷使される労働者は親衛隊が支配する強制収容所の囚人達であった。経営の資金は大半がドレスナー銀行が出していた。
DESTは首相アドルフ・ヒトラーとベルリン建設総監アルベルト・シュペーアが夢想していた美麗な建築物のための建材を次々と生産した。しかし1943年以降、ドイツ各都市が空襲ばかりになるともはや建設どころではなくなり、DESTの業務も軍事産業を取り入れていかざるを得なくなった。各強制収容所に作業場を置いていたドイツの航空機メーカーの下請け会社として機能するようになった。
それでもDESTの売り上げは最後まで採石が70%を占めており、建材メーカーとしての性格は最後まで変わらなかった。

## 業務

### 採石業務
DESTの主要業務である。DESTは設立初年にまずブーヘンヴァルト強制収容所の採石場を買収した。続いてフロッセンビュルク強制収容所とマウトハウゼン強制収容所の採石場、1939年にはグロス＝ローゼン強制収容所の採石場を買い上げている。特にフロッセンビュルク強制収容所からは良質な花崗岩が産出され、生産を最大化させるために機械化されて、設立当初のDESTの業績に大きく貢献した。
1941年に占領下フランスのエルザス地方のヴォージュ山脈北部で赤みがかった美しい花崗岩が発掘される地点が発見され、芸術的な建築物の建設にうってつけと判断したシュペーアは、ヒムラーに依頼してDESTにここに採掘場を置かせて強制収容所の囚人に採掘を開始させた。これが強制収容所化したのがナッツヴァイラー強制収容所であった。1942年5月にはアウシュヴィッツ＝ビルケナウ強制収容所にも採石場を置いた。

### 煉瓦製造
煉瓦製造はDESTの全収益の中で大きな地位を占めるには至らなかったが、企業戦略の観点からオズヴァルト・ポールは力を入れていた。DESTの設立初年にまずザクセンハウゼン強制収容所の煉瓦工場が買収された。この工場は積極的に投資を受け、規模を巨大化させていった。1942年1月にはシュトゥットホーフ強制収容所にも煉瓦工場が三棟設けられた。

### 兵器製造
1943年から開始された業務。マウトハウゼン強制収容所でメッサーシュミット社の下請け企業として航空機生産を支えるようになり、更にナッツヴァイラー強制収容所ではユンカース、ザクセンハウゼン強制収容所ではハインケルと同じことをした。ザクセンハウゼン強制収容所などでは煉瓦工場が対戦車砲工場に改築されていたりもしている。

## その他
- 宮崎県にある「八紘之基柱」の材料の石は部分的にDESTが提供したという[5]。